# Ortsstraße 9 (Waschenbach)
Das Wohnhaus in der Ortsstraße 9 ist ein Bauwerk in Waschenbach.

## Geschichte und Beschreibung
Das zweigeschossige giebelständige Bauernhaus wurde gegen Ende des 18. Jahrhunderts erbaut.
Das Fachwerkhaus besitzt ein gleichmäßiges ungestörtes Fachwerkgefüge.
Das Fachwerk ist durch Dreiviertelstreben mit doppelten gegenläufigen Kopfstreben an den Pfosten verziert.
Es besitzt grüne profilierte – aus dem Balken herausgearbeitete – Fenstergewände und eine profilierte Balkenzone.
Die alten Sprossenfenster sind nicht erhalten geblieben.

## Denkmalschutz
Aus baukünstlerischen und ortsgeschichtlichen Gründen steht das Fachwerkhaus unter Denkmalschutz.